# Sejsmologia

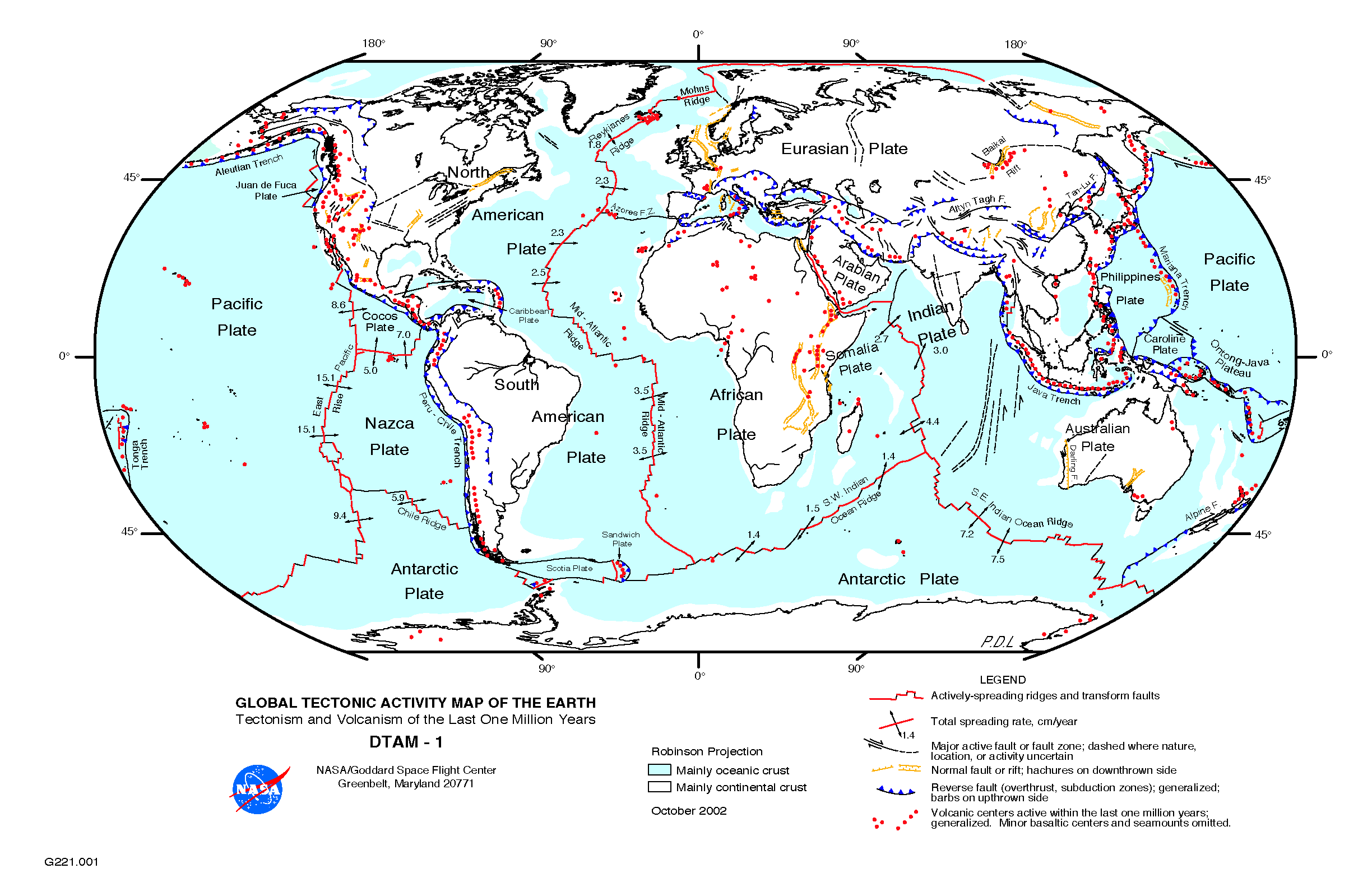
Mapa płyt tektonicznych Ziemi

Sejsmologia (z gr. seismós trzęsienie i logos nauka) – dział geofizyki zajmujący się badaniem trzęsień ziemi oraz rozchodzenia się fal sejsmicznych wewnątrz Ziemi.
Podstawowymi danymi obserwacyjnymi w sejsmologii są sejsmogramy, czyli zapisy fal sejsmicznych dokonywane przez sejsmografy. Obserwując te fale można wyciągnąć wnioski dotyczące budowy wnętrza Ziemi, jak i wnioskować o procesach w ognisku trzęsienia ziemi. Obecnie tworzy się sieci sejsmografów, które pozwalają na wykrycie nawet słabych wstrząsów lub eksplozji z odległości tysięcy kilometrów i precyzyjne określenie ich położenia.
Do badań procesów w ognisku trzęsienia ziemi wykorzystuje się też badania efektów trzęsień ziemi w pobliżu epicentrum, np. przesunięcia skał wzdłuż uskoków, zmiany topografii zachodzące przy trzęsieniu i in. Dział sejsmologii wykorzystujący sztuczne źródła fal (np. wybuchy materiałów wybuchowych) do badania wnętrza Ziemi w celach poszukiwania i rozpoznania złóż nazywany jest na ogół sejsmiką.